# Egmont Media Group
Egmont Media Group är en av Nordens ledande mediekoncerner, med verksamhet som utgivning av tidskrifter, filmproduktion, TV-spelsdistribution. Koncernen, som är en stiftelse, har sitt säte i Danmark och bedriver verksamhet i fler än 30 länder. Man har omkring 6 500 medarbetare och en omsättning på 1,4 miljarder euro.
Koncernen består av fyra divisioner: Egmont Publishing, Egmont Books, Egmont Nordisk Film och TV2 i Norge.

## Historik och verksamhet
Danske Egmont Harald Petersen grundade företaget som ett tryckeri i Köpenhamn år 1878. Han döpte företaget till Gutenberghus (efter Johannes Gutenberg). 1992 ändrades namnet till det nuvarande.
Kring förra sekelskiftet etablerades företaget väl i den då expanderande tidskriftutgivningen – 1904 började utgivningen av veckotidningen Hjemmet som 1921 fick sin svenska motsvarighet Hemmets Journal. Från slutet av 1940-talet blev också utgivningen av de danska, norska och svenska Kalle Anka & C:o-tidningarna en stor inkomstkälla. Därefter har verksamheten brett ut sig än mer, på bokmarknaden från och med köpet av det danska bokförlaget Aschehoug 1963 och köpet av Semic Press 1997, på filmmarknaden från och med samgåendet med det danska filmbolaget Nordisk film 1992, och sedermera även inom televisionen. Sedan 2012 är man ensam ägare till TV2 Norge.
Koncernen delar varje år ut cirka 125 miljoner kronor i bidrag för att stödja utsatta barn och ungdomar.

## Företagsstruktur
Den skandinaviska verksamheten består huvudsakligen av tidskrifter samt barn- och ungdomsmedia (Egmont Publishing), bokutgivning (Egmont Books), samt filmproduktion och -distribution (Egmont Nordisk Film). Därutöver står företaget bland annat som ägare till TV-kanalen TV2 Norge och handhar den distributionen av PlayStation-spel.
Jämte i Skandinavien är man – huvudsakligen genom den verksamhet som bedrivs inom avdelningen Egmont Kids Media – aktiv i ett tjugotal andra länder, däribland Storbritannien, Kina, Tyskland, Polen, Ryssland, Turkiet, USA och Australien.
2013 slogs förlagsdivisionerna Egmont Magazines och Egmont Kids Media samman till Egmont Publishing (se nedan).

### Egmont i Sverige
- Egmont Nordisk Film: Nordisk Film Sverige
- Egmont Publishing Sverige

Det sistnämnda bolaget skapades 2013 en sammanslagning av de dåvarande Egmont-bolagen Egmont Kids Media Nordic och Egmont Tidskrifter.
Åren 1941–2007 ingick det svenska bokförlaget Damm förlag (tidigare Richters förlag) i koncernen. Sedan det såldes 2007 har Egmont ingen egentlig bokutgivning på den svenska marknaden tills 2015 när Saga Egmont startades, som är inriktad på digital utgivning.

### Egmont i Norge
Egmont äger Hjemmet Mortensen ett norskt förlag av tidskrifter

### Egmont Creative Center
Egmont Creative Center är den avdelning inom Egmont-koncernen som sedan 1960 producerar tecknade serier på licens från Walt Disney Company. Bland dess ca. 100 anställda serieskapare märks Don Rosa, César Ferioli, William Van Horn, Vicar, Daniel Branca, Noel Van Horn, Stefan Printz-Påhlson och Daan Jippes och varje år producerar man över 8000 seriesidor.
Utöver figurer som Kalle Anka, Musse Pigg och Nalle Puh producerar man även merchandise till koncept som Marvel Comics, Star Wars, Hello Kitty, My Little Pony, Barbie och Monster High.

## Övrigt

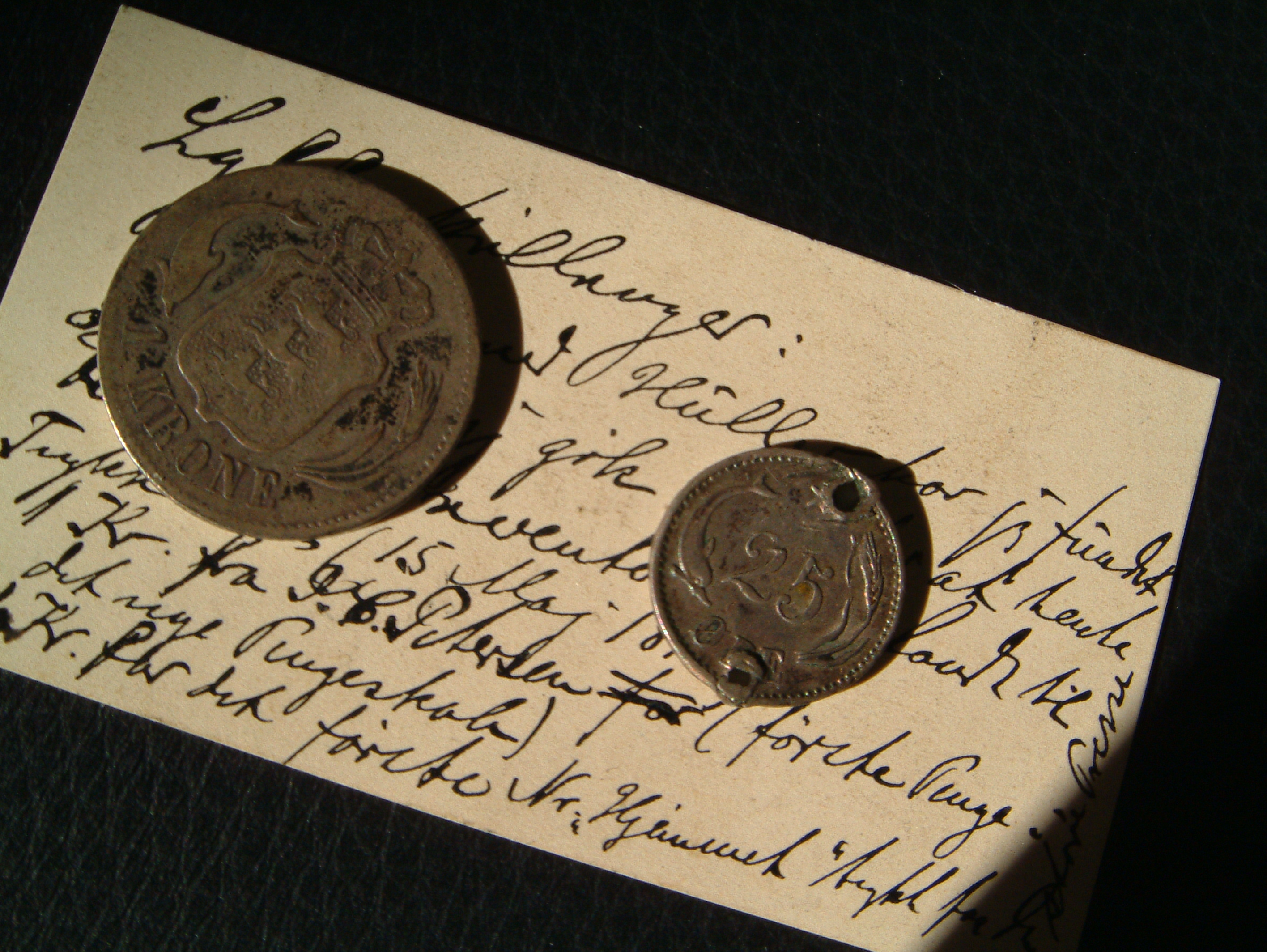
Egmonts 25 öre

Harald Petersen sparade, ungefär som Joakim von Anka, en slant som han hittade samma dag som han startade sitt företag. Denna slant lär fortfarande bevaras på Egmonts högkvarter där den äras som en "turkrona".